# Eupithecia djakonovi
Eupithecia djakonovi är en fjärilsart som beskrevs av Shchetkin 1956. Eupithecia djakonovi ingår i släktet Eupithecia och familjen mätare. Inga underarter finns listade i Catalogue of Life.